# Calbee
Calbee (en japonés, カルビー) es un fabricante de aperitivos y patatas fritas de Japón, que opera en el mercado nipón y exporta sus productos a otros países.
En 1949 la compañía se fundó como Matsuo Food Processing en la ciudad de Hiroshima, para pasar a ser Calbee en 1955. La empresa pasó a fabricar snacks y en 1964 lanzó los Kappa Ebisen, tiras de harina de trigo con sabor a gamba. Gracias a su éxito, la compañía pudo lanzar otras variedades de productos como patatas fritas y comenzó a abrir fábricas en todo Japón, donde logró una rápida expansión gracias al patrocinio de anime y series de televisión, y sus campañas publicitarias.
En 1970 Calbee abrió una delegación internacional en Estados Unidos, y más tarde abrió pequeñas fábricas en Tailandia y China. En 2009, PepsiCo entró en su accionariado al hacerse con el 20% de los títulos.
Entre sus principales productos se encuentran las patatas fritas de distintos sabores, los kappa ebisen (con sabor a gamba o curry entre otros), patatas fritas naturales (Jagabee), cereales y líneas de productos vegetales.